# Spelaeonethes mancinii
Spelaeonethes mancinii là một loài chân đều trong họ Trichoniscidae. Loài này được Brian miêu tả khoa học năm 1913.